# Ciwaringin (Ciwaringin)
Ciwaringin is een bestuurslaag in het regentschap Cirebon van de provincie West-Java, Indonesië. Ciwaringin telt 5725 inwoners (volkstelling 2010).